# Украинский миротворческий контингент в Боснии
Украинский миротворческий контингент в Боснии (укр. Український миротворчий контингент в Боснії і Герцеговині) — подразделение вооружённых сил Украины в составе миротворческого контингента ООН в Боснии и Герцеговине.
Украинский контингент был направлен в состав миротворческих сил ООН в Боснии в июле 1992 года и в декабре 1995 года — передан в состав многонациональных сил IFOR под руководством НАТО.

## История
3 июля 1992 года Верховная Рада Украины приняла Постановление от 3 июля 1992 года № 2538-XII «Об участии батальонов Вооружённых Сил Украины в Миротворческих Силах Организации Объединённых Наций в зонах конфликтов на территории прежней Югославии», в соответствии с которым началось участие украинской армии в миротворческой операции.
На базе 93-й гвардейской мотострелковой дивизии 6-й гвардейской танковой армии началось формирование 240-го отдельного миротворческого батальона вооружённых сил Украины, командиром которого был назначен полковник В. В. Сидоренко.
15 июля 1992 года первая группа из 42 военнослужащих батальона вылетела из Днепропетровска в Сараево.
21 июля 1992 года в Днепропетровской области началась погрузка техники и военного имущества батальона для отправки железнодорожным транспортом, 25 июля техника и имущество были выгружены на станции Панчево в 35 км от Белграда и доставлены миротворцам.
28 июля 1992 года личный состав батальона получил оружие, боеприпасы и бронежилеты.
29 июля 1992 года первые подразделения 240-го отдельного специального батальона миротворческих войск ООН (УКРБАТ-1) прибыли в г. Сараево (на замену канадского батальона, который был выведен из города по требованию воюющих сторон).
30 июля 1992 батальон начал обустройство в казармах маршала Тито, расположенных в центре города.
Боевая деятельность украинских миротворческих подразделений осуществлялась с применением штатного оружия в ответ на нападения местных вооружённых формирований для деблокирования позиций батальона, уничтожения снайперов и обеспечения эвакуации раненых и пострадавших.
31 июля 1992 в результате провокации, организованной мусульманами, военнослужащие батальона был впервые обстреляны, на позиции артиллерийского разведывательного комплекса АРК-1 погиб старший лейтенант Топиха и ещё шесть солдат были ранены.
При совершении марша к месту постоянной дислокации в дорожно-транспортном происшествии была потеряна одна грузовая автомашина (автоцистерна-водовоз), которая свалилась в пропасть при прохождении поворота на горной дороге (пострадавших не было, водитель успел выпрыгнуть из кабины).
В дальнейшем подразделения батальона были неоднократно атакованы сторонами конфликта:
- при подрыве на мине бронетранспортёра погиб один военнослужащий батальона (Александр Марченко), ещё трое были тяжело ранены[1].
- 20 августа 1992 года от пули снайпера погиб прапорщик Виктор Солохин. В этот же день в результате обстрела была сожжена вся техника, работавшая на бензине, и штаб батальона[1].

В целом, только за первые три месяца погибли трое и были ранены ещё 20 военнослужащих, также имели место небоевые потери травмированными и заболевшими.
19 ноября 1993 года Верховная Рада Украины приняла решение о увеличении численности контингента Украины в миротворческих силах ООН на территории бывшей Югославии. В соответствии с этим решением началось формирование и подготовка 60-го отдельного специального батальона («УКРБАТ-2»). 19 апреля 1994 года «УКРБАТ-2» прибыл в Сараево.
24 апреля 1994 года «УКРБАТ-2» вместе с опергруппой 240 осб, подразделениями ВС Великобритании, Франции, Норвегии, России и Египта вошёл в зону активных боевых действий между сербскими и мусульманскими подразделениями в анклаве Горажде. В ходе операции, 1-я специальная рота 60 осб была атакована сторонами конфликта.
В начале июня 1994 года подразделения 60 особ были переброшены из Горажде в г. Глина, где батальон непосредственно участвовал в боевых действиях с целью защиты позиций батальона и зоны безопасности ООН в анклаве Бихач.
В сентябре 1994 года вооружённые нападения были совершены на 11-й и 12-й наблюдательные пункты из состава 1-й специальной роты батальона. На личный состав было совершено вооружённое нападение со стороны подразделений как боснийских сербов (2-го Краинского корпуса и подразделений спецназначения Генштаба), так и подразделений 505-й бригады 5-го армейского корпуса Армии Боснии и Герцеговины. Личный состав 11 СП был захвачен в заложники боснийскими сербами. Личный состав 12 СП в течение недели находился в зоне активных боевых действий подразделений Армии БиГ и бригад из состава армии боснийских сербов. Получил тяжёлые ранения один украинский военнослужащий, позиции подразделения были уничтожены.
После того, как 21 ноября 1994 года авиация НАТО нанесла удары по сербским объектам, военнослужащие ООН (среди которых имелись и украинцы) в районе Сараево были блокированы и взяты в плен сербами. По состоянию на начало июня 1995 года, боснийские сербы продолжали удерживать около 300 военнослужащих ООН (в том числе, 55 военнослужащих Украины). Председатель скупщины Республики Сербской М. Краишник сообщил, что все военнослужащие удерживаются не в качестве заложников, а как военнопленные и будут отпущены, если сербская сторона получит от мирового сообщества гарантии того, что новых бомбардировок не будет.
В июле 1995 года штаб украинской роты в населённом пункте Витковичи в анклаве Горажде был атакован батальонами мусульманской ОГ «Горажде» с целью принуждения украинского подразделения отдать тяжёлое оружие и бронетехнику. Позиции роты обстреливали из миномётов, безоткатных орудий, гранатомётов, тяжёлого и стрелкового оружия. На протяжении нескольких часов украинская рота вела бой против преобладающих по численности мусульманских подразделений, в ходе боя были тяжело ранены несколько украинских миротворцев.
17 июля 1995 года посол Украины в Хорватии А. Н. Шостак сообщил, что контрольно-пропускной пункт в анклаве Жепа, на котором несут службу 80 военнослужащих 2-й роты 240-го осб блокирован боснийскими мусульманами, которые требуют оказать влияние на сербов с целью прекратить наступление. В свою очередь, сербы сообщили, что в случае продолжения авиаударов НАТО по сербским войскам они уничтожат украинский блокпост. В результате, украинские военнослужащие были вынуждены покинуть шесть из девяти КПП и оставить 5 бронетранспортёров (два из которых были выведены из строя), 4 крупнокалиберных пулемёта, 2 снайперские винтовки, 3 ручных пулемёта, 9 автоматов и около 15 тысяч патронов
22 июля 1995 года командующий сектором «Сараево» генерал Эрве Гобиллиард поставил командованию 240-го осб задачу обеспечить координацию действий между воюющими сторонами по эвакуации из анклава Жепа местного населения, после чего из этого района надо было вывести и военнослужащих 2-й специальной роты 240-го осб (79 военнослужащих, которые несли службу на постах, установленных по периметру анклава). В 240-м осб была сформирована колонна (два офицера и трое солдат на трёх машинах), которая выехала в Жепу утром следующего дня. В это время анклав был блокирован сербскими армейскими частями, командование которых сообщило, что в случае эвакуации населения, все мужчины-мусульмане в возрасте от 17 до 65 лет будут задержаны как военнопленные. В течение следующих трёх суток военнослужащие украинского батальона (получившие подкрепление в виде одного БТР французского контингента, одного БТР российского контингента и одной машины с авианаводчиками из британского контингента) осуществили эвакуацию более чем пяти тысяч лиц гражданского населения Жепы и беженцев. Потерь среди украинцев не имелось.
На основании резолюции Совета Безопасности OOН № 1031 от 15 декабря 1995 года поддержание мира на территории бывшей Югославии было передано от ООН к многонациональным силам IFOR под руководством НАТО.
21 декабря 1995 года на территории Боснии и Герцеговины началась новая миссия ООН (UNMIBH), для обеспечения деятельности которой были созданы международные полицейские силы ООН (UN International Police Task Force) в Боснии и Герцеговине, в состав которых вошёл украинский контингент.

## Дополнительная информация
- В 1994 году Кабинет министров Украины издал постановление, согласно которому военнослужащие вооружённых сил Украины, проходившие службу на территории Югославии в период до 2007 года и принимавшие участие в боевых действиях, получили право на получение статуса участника боевых действий[10] (в число участников операций на территории Югославии входят участники операций на территории Боснии и Герцеговины и на территории Косово и Метохии).